# Katastrofa Baltic Ace na Morzu Północnym
Katastrofa Baltic Ace na Morzu Północnym – katastrofa morska, do której doszło u wybrzeży holenderskich, ok. 40 mil morskich od Rotterdamu, wieczorem 5 grudnia 2012 roku.
Zbudowany w Stoczni Gdynia SA w 2007 roku samochodowiec „Baltic Ace” (o nośności 7787 t) pod banderą Wysp Bahama, płynący z Zeebrugge (Belgia) na północny wschód do Kotka (Finlandia) zderzył się ze zbudowanym w 2003 roku kontenerowcem „Corvus J” (8372 DWT) pod banderą Cypru, płynącym z Grangemouth w Szkocji do Antwerpii w Belgii (z północnego zachodu na południowy wschód).

## Przyczyny

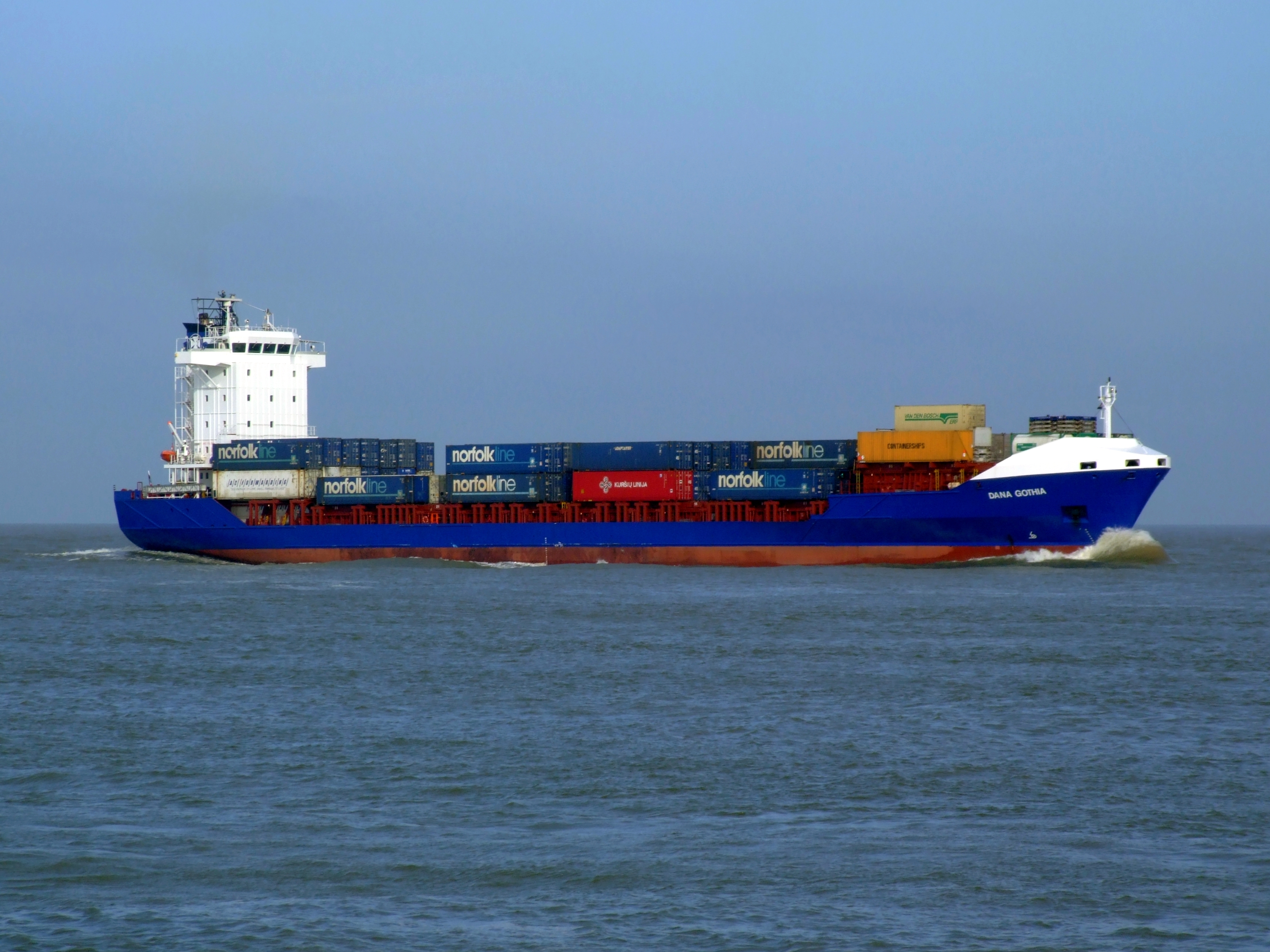
Kontenerowiec „Corvus J” w marcu 2007 roku, jeszcze pod nazwą „Dana Gothia”

Oba statki znajdowały się na kursie kolizyjnym, przy czym zgodnie z prawem „Corvus J”, mając „Baltic Ace” po swojej prawej burcie, winien ustąpić mu drogi. Doszło jednak do nieporozumienia: samochodowiec „Baltic Ace” lekko skorygował swój kurs w lewo, próbując w ten sposób obejść kontenerowiec za jego rufą. W tym samym czasie „Corvus J” rozpoczął ostry unik w prawo: po tym skręcie i w związku z korektą kursu samochodowca oba statki zderzyły się – kontenerowiec uderzył w burtę samochodowca, wskutek czego ten ostatni szybko nabrał wody i w ciągu kilkunastu minut zatonął.
W doniesieniach na temat przebiegu wypadku zwraca się uwagę na fakt, że prawo morskie nakazuje, by statek mający pierwszeństwo (w tym przypadku „Baltic Ace”) poruszał się bez zmiany prędkości i kursu. Nakazuje też, aby wszelkie uniki wykonywać zawsze na prawą burtę i powinny być one zdecydowane. Ponieważ do katastrofy doszło na wodach międzynarodowych, poza zakresem jurysdykcji Holandii, dopiero powołana przez armatorów obu statków komisja mogła dokładnie ustalić, jak doszło do wypadku.
Według oficjalnych ustaleń komisji bahamskiej odpowiedzialność za spowodowanie katastrofy ponoszą polscy oficerowie wachtowi na obu statkach, którzy usiłowali drogą radiową podjąć własne (niezależne od obowiązujących przepisów) ustalenia co do planowanych manewrów, jednak źle zrozumieli swoje intencje. Zapisy ich rozmów wskazują na słabą znajomość używanego w rozmowie języka angielskiego. Błędem było również prowadzenie obserwacji położeń statków na radarach zamiast obserwacji bezpośredniej (statki były wzajemnie widoczne już z odległości ośmiu mil).

## Ofiary
Z liczącej 24 osoby załogi „Baltic Ace” (w jej składzie było 11 Polaków, w tym dowódca, a także Bułgarzy, Ukraińcy i Filipińczycy) uratowano 13 marynarzy (w tym dowódcę i pięciu polskich marynarzy); odnaleziono także pięć ciał (wśród nich zidentyfikowano dwóch Polaków). Do chwili przerwania akcji poszukiwawczej, wieczorem 6 grudnia, sześciu marynarzy (w tym trzech Polaków) nie odnaleziono i uznano ich za zaginionych.
Uszkodzony „Corvus J” (jego załoga nie poniosła strat) przez pierwsze godziny po katastrofie uczestniczył w akcji ratowniczej, a potem samodzielnie dotarł na kotwicowisko Westerschelde między Breskens a Vlissingen w Holandii.
19 grudnia 2012 r. holenderscy rybacy wyłowili zwłoki zaginionego I oficera „Baltic Ace”, Polaka. Pozostałych pięciu ofiar nie odnaleziono, również po sprawdzeniu przez nurków wraku statku.

## Usunięcie wraku
Wrak „Baltic Ace”, leżący na głębokości 35 m, stanowił przeszkodę żeglugową, gdyż leżał na ruchliwym szlaku i statki o większym zanurzeniu mogły o niego uderzyć. Na zlecenie holenderskich władz wrak został usunięty, prace trwały od 2014 do 2015 r., a wykonały je firmy Boskalis i Mammoet Salvage. Z wraku wypompowano olej, a następnie przy pomocy lin tnących przeciąganych pod kadłubem pocięto go na części i podniesiono je kolejno dźwigiem pływającym, usuwając z dna wszystkie fragmenty wraku oraz zniszczone samochody, które przewoził.